# Zakon o suzbijanju diskriminacije
Zakon o suzbijanju diskriminacije je zakon kojeg je donio Hrvatski sabor dana 9. srpnja 2008. godine.
Ovaj je zakon objavljen u Narodnim novinama broj 85 od dana 21. srpnja 2008. godine.
Na snagu je stupio 1. siječnja 2009. godine.
Ovaj zakon vrijedi samo na teritoriju Republike Hrvatske.

## O zakonu
Ovim zakonom se zabranjuje svaka diskriminacija bilo kojeg pojedinca ili skupine pojedinaca na temelju bilo koje osobine tog pojedinca ili skupine.
Svaki oblik diskriminacije je ovim zakonom strogo kažnjivo.

## Vanjske poveznice
- "Zakon o suzbijanju diskriminacije" na internetskim stranicama Narodnih novina
- Vodič kroz "Zakon o suzbijanju diskriminacije"  Arhivirana inačica izvorne stranice od 7. ožujka 2016. (Wayback Machine)